# 永田照喜治
永田 照喜治（ながた てるきち、1926年 - 2016年9月1日）は、日本の農業研究者。
熊本県天草出身。神戸高等商業学校（現・神戸大学）卒業後に天草に戻り、家業の農業に従事した。ミカン栽培を通じて、平地の肥えた土地でつくったミカンよりも、痩せた岩山のような土地で育ったものの方が甘くておいしいことに気づいた。そこで自ら実験をはじめ、大学や企業とも提携して鹿児島県で大規模な実験を繰り返し、必要最小限の水と肥料で作物を育てる「永田農法」を確立した。
株式会社永田農業研究所代表取締役、株式会社健菜代表取締役会長、株式会社りょくけん代表取締役会長を歴任。2016年9月1日、心不全のため死去。90歳没。

## 著書
- 永田農法 おいしさの育て方
- 食は土にあり―永田農法の原点
- 美味しさの力―生命あふれる奇跡の食材
- 永田農法「極上トマト」をベランダで作る
- 原産地を再現する緑健農法